# Cobquecura
Cobquecura ist eine Gemeinde in der Provinz Itata in der Región de Ñuble in Chile. Bei der Volkszählung im Jahr 2017 hatte sie 5012 Einwohner. Die Gemeinde erstreckt sich über eine Fläche von 570,3 km².

## Geschichte
Laut mündlicher Überlieferung, die über Generationen hinweg weitergegeben wurde, geht der Ursprung von Cobquecura auf eine Ansiedlung von Bewohnern in den Bereichen Rehue und Cuartos Verdes während der Kolonialzeit zurück, als die Real Audiencia noch in der Villa de Concepción de Penco tagte. Als Gründer der Siedlung gilt der Häuptling (Cacique) Alejandro Piceros Carampangue, dem die Gründung auf den 11. Januar 1575 datiert wird. Cacique Piceros war zu seiner Zeit die wohlhabendste Persönlichkeit der Region.
Die Ländereien des Cacique Piceros und seiner Pächter umfassten Teile der Güter, die einst Inés de Suárez gehört hatten. Da seine Eigentumstitel über die Ländereien in Cobquecura offiziell anerkannt worden waren, vermachte Cacique Piceros der Gemeinde testamentarisch Flächen, auf denen später die Kirche, die Plaza de Armas und der örtliche Friedhof errichtet wurden.
Am 27. Februar 2010 befand sich das Meer vor der Gemeinde Cobquecura im Epizentrum des schweren Erdbebens mit einer Stärke von 8,8, das weite Teile Chiles erschütterte.

## Bevölkerung
Laut der Volkszählung des Nationalen Statistikinstituts von 2002 hatte Cobquecura 5687 Einwohner (3032 Männer und 2655 Frauen). Davon lebten 1493 (26,3 %) in städtischen Gebieten und 4194 (73,7 %) auf dem Land. Zwischen den Volkszählungen von 1992 und 2002 sank die Bevölkerung um 9,1 % (570 Personen). Im Jahr 2017 zählte man 5012 Personen.